# Friuli Grave Pinot grigio
Il Friuli Grave Pinot Grigio è un vino DOC la cui produzione è consentita nelle province di Pordenone e Udine.

## Caratteristiche organolettiche
- colore: paglierino chiaro, talvolta con riflessi granati.
- odore: caratteristico.
- sapore: armonico, secco.

## Produzione
Provincia, stagione, volume in ettolitri
- Pordenone  (1990/91)  21428,86
- Pordenone  (1991/92)  25184,05
- Pordenone  (1992/93)  33363,05
- Pordenone  (1993/94)  36237,01
- Pordenone  (1994/95)  37590,09
- Pordenone  (1995/96)  36205,9
- Pordenone  (1996/97)  42953,68
- Udine  (1990/91)  13491,72
- Udine  (1991/92)  14307,48
- Udine  (1992/93)  18106,82
- Udine  (1993/94)  17740,53
- Udine  (1994/95)  18172,11
- Udine  (1995/96)  17311,7
- Udine  (1996/97)  19603,1